# سوئیس پورت
سوئیس پورت (انگلیسی: Swissport) شرکت هوانوردی سوئیسی است، که در سال ۱۹۹۶ تأسیس شد.